# Cacatua sanguínia
La cacatua sanguínia (Cacatua sanguinea) és una espècie d'ocell de la família dels cacatuids (Cacatuidae) que habita boscos, sabanes i terres de conreu de gran part d'Austràlia i sud de Nova Guinea.